# Hennesee
De Hennesee is een stuwmeer in de Duitse deelstaat Noordrijn-Westfalen, in zijn huidig voorkomen ontstaan door de stuwdam (Hennetalsperre) uit 1952-55. Voor die tijd was al een eerste stuwdam, uit de periode 1901 tot 1905. Het meer ligt op slechts enkele kilometers ten zuiden van de plaats Meschede.
Het complex dient in de eerste plaats voor de drinkwatervoorziening in de regio, en daarnaast voor de hoog- en laagwaterregulatie en voor de opwekking van elektriciteit door middel van waterkracht. 
Er zijn mogelijkheden tot recreatie. Op het meer worden regelmatig roeiwedstrijden gehouden. Aan het meer liggen enkele horecagelegenheden, waaronder een luxe hotel. Op enkele plekken mag men in het meer zwemmen. Rondom het meer zijn talrijke wandel- en fietsroutes uitgezet. Op het meer wordt veel gehengeld; populair bij toeristen is de aanschaf van een dagkaart om te mogen vissen. Aan de zuidkant van de Hennesee ligt een groot vakantiehuisjespark.
Langs de Hennesee loopt ook een bewegwijzerde fietsroute, de HenneseeSchleife.

## Externe link

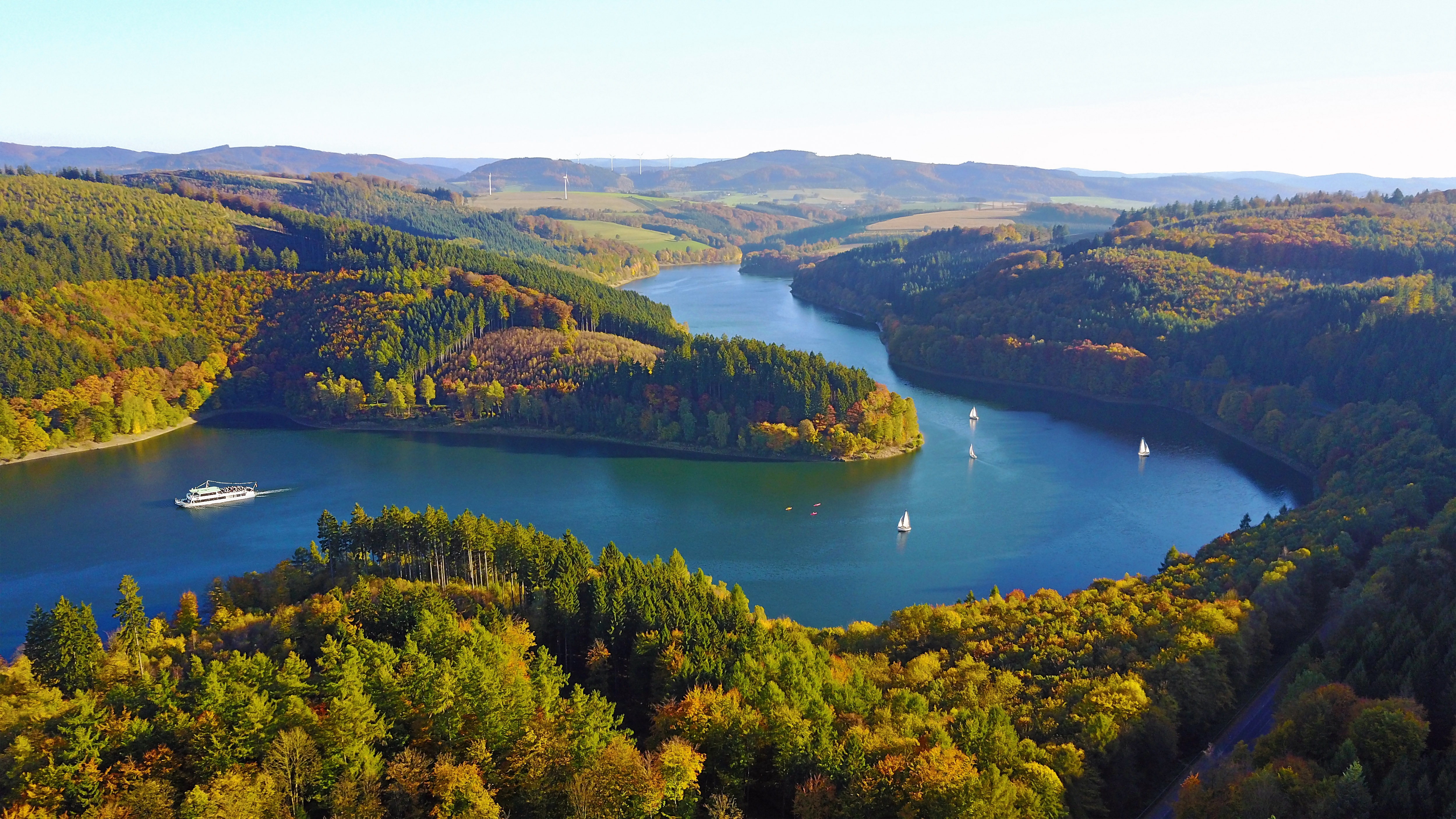
De Hennesee in het najaar van 2017